# LUBACH
LUBACH is een Nederlands satirisch nieuws- en praatprogramma, waarvan de eerste aflevering op 24 maart 2025 werd uitgezonden door de commerciële televisiezender RTL 4. Het programma wordt gepresenteerd door Arjen Lubach.

## Geschiedenis
Arjen Lubach presenteerde bij de VPRO vanaf 2022 het dagelijkse programma De Avondshow met Arjen Lubach, en daarvoor vanaf 2014 het wekelijkse Zondag met Lubach. In het voorjaar van 2024 maakte hij echter bekend te vertrekken bij de omroep. De presentator maakte in het najaar van dat jaar nog één nieuw seizoen voor de omroep, maar trok daarna de deur achter zich dicht. In november 2024 kondigde Arjen Lubach een overstap aan naar de commerciële omroep RTL Nederland. Volgens de presentator was het een optelsom van dingen die hem deed besluiten over te stappen met zijn team.
Voor RTL zou hij op hun hoofdzender RTL 4 een soortgelijk programma maken met zijn vaste team van Human Factor. In januari 2025 werd de startdatum, logo en naam van zijn nieuwe show bekendgemaakt. Maandag 24 maart 2025 was de eerste aflevering, waarna het programma zes weken van maandag tot en met donderdag om 22.00 wordt uitgezonden. Na een onderbreking van een week presenteert Arjen Lubach daarna nog vijf weken het programma op de late avond. Het daaropvolgende praatprogramma – BEAU, Humberto of RENZE – zal op die dagen een half uur later beginnen en korter duren.
De eerste uitzending van LUBACH scoorde, inclusief uitgestelde kijkers, 1.940.000 en een marktaandeel van 50,7% in de voor RTL belangrijke doelgroep van 25-54 jaar.

## Format
Een aflevering bestaat uit de volgende delen:

### Staand onderdeel
De aflevering wordt geopend door Arjen Lubach met een korte samenvatting van het laatste nieuws, dit doet hij staand. Hierna volgt de leader.

### Verdieping(en)
Na de leader neemt Arjen Lubach plaats aan zijn desk, hierna volgt standaard de zin "Welkom bij LUBACH, ik ben Arjen." Hier worden de hoofdonderwerpen besproken. Dit zijn vaak drie onderwerpen. De aflevering op donderdag - wat overigens de laatste aflevering van de week is - is er een uitzondering, op deze dag is er maar één onderwerp in de 'Lubachs Diep Duik Donderdag'.

### Afsluiting
Aan het einde van de aflevering eindigt Arjen Lubach met de zin "Dit was LUBACH, ik was Arjen."

## Sociale media

### YouTube
Naast de afleveringen op televisie is er ook een YouTube-kanaal van LUBACH, waarop alle verdiepingsitems los worden gepost. Ook worden er extra video's zoals interviews geplaatst. Op 8 april 2025 ontving Arjen Lubach hiervoor de Zilveren Playbutton van YouTube.

#### Backstagevlog
De backstagevlog van LUBACH wordt gemaakt door artdirector Martine de Jong. Deze vlogs worden op zondag, na de opnameweek, gepost op het YouTube-kanaal 10e. De Jong heeft aangegeven niet op regelmatige basis deze vlogs te gaan maken.
Voorgaand maakte zij ook de backstagevlog van de Avondshow.

### Instagram
LUBACH heeft zijn eigen Instagram-account. Hierop worden de volgende dingen gepost:
- Korte reels met hoogtepunten van de aflevering
- Posters om afleveringen aan te kondigen
- Voordat het eerste seizoen begon werden er ook teasers gepost, zoals de kantoorhond Kapitein Muis die de nieuwe studio verkende[12]

## Seizoensoverzicht
| Seizoen | Tijdslot                                | Startdatum    | Einddatum    | Afleveringen |
| ------- | --------------------------------------- | ------------- | ------------ | ------------ |
| 1       | Maandag t/m donderdag 22.00 – 22.30 uur | 24 maart 2025 | 12 juni 2025 | 44           |